# Sayonara Sorcier
Sayonara Sorcier (さよならソルシエ, Sayonara Sorushie?) es un manga josei escrito e ilustrado por Hozumi. Fue serializada en la revista de manga Flowers y compilada en 2 volúmenes publicados en 2013. La obra ha sido publicada por Glénat en Francia. La edición española corrió a cargo de Milky Way Ediciones y fue traducida por Salomón Doncel-Moriano Urbano.

## Historia
La obra sigue los pasos de los hermanos Van Gogh: Théodorus Van Gogh, el hermano menor y un marchante de obras de arte; y Vincent Van Gogh, el hermano mayor y un talentoso pintor todavía desconocido.
El desarrollo de la trama ocurre en el París de finales del siglo XIX. El punto de vista se centra principalmente en Théodorus, el cual trabaja en una famosa galería de arte, en la que busca encontrar nuevos talentos y estilos artísticos pese a las trabas impuestas por la ideología burguesa de la época.

## Personajes
- Théodorus Van Gogh[2][4]
- Vincent Van Gogh[2][4]
- Paul Gauguin[5]
- Jean Santro[5]
- Jean Gérôme[5]
- Monsieur Baudrillard[5]

## Volúmenes
| Volumen 1 | ISBN                                          | Publicado                        |
| Volumen 1 | ISBN 978-4-09-135202-6 ISBN 978-84-945110-8-0 | 10 de mayo de 2013 Marzo de 2016 |
| |                                               |                                  |
| Contiene los capítulos: - 1. "Paris's magician" - 2. "Night residents" - 3. "Meadows' siblings" - 4. "Independent exhibition" - 5. "Dawn's party" - 6. "Winter's meadows" |                                               |                                  |

| Volumen 2 | ISBN                                          | Publicado                           |
| Volumen 2 | ISBN 978-4-09-135579-9 ISBN 978-84-945404-7-9 | 8 de noviembre de 2013 Mayo de 2016 |
| |                                               |                                     |
| Contiene los capítulos: - 7. "Talent" - 8. "Despair and hope" - 9. "His fate" - 10. "Letter" - 11. "Painter's blaze" - 12. "Au revoir, sorcier" |                                               |                                     |

## Recepción
El volumen 2 logró el 32.º lugar en la lista manga semanal de Oricon, cuando el 17 de noviembre de 2013, había vendido 39,410 copias.
Logró el número 1 en la encuesta Top 20 Manga para Lectoras Femeninas en la Kono Manga ga Sugoi! de 2014 y fue subcampeón en el top 50 de manga en la 15.ª lista de Libro del Año realizada por la revista Da Vinci.